# Актауський сільський округ (Железинський район)
Акта́уський сільський округ (каз. Ақтау ауылдық округі, рос. Актауский сельский округ) — адміністративна одиниця у складі Железинського району Павлодарської області Казахстану. Адміністративний центр — село Актау.
Населення — 403 особи (2021; 548 у 2009, 1134 у 1999, 1825 у 1989).
Станом на 1989 рік існувала Радгоспна сільська рада (села Березовка, Жанатан, Жолтаптик).

## Склад
До складу округу входять такі населені пункти:
| Населений пункт | Старі назви | Населення, осіб (1989) | Населення, осіб (1999) | Населення, осіб (2009) | Населення, осіб (2021) |
| --------------- | ----------- | ---------------------- | ---------------------- | ---------------------- | ---------------------- |
| Актау, село     | Березовка   | 1218                   | 767                    | 415                    | 316                    |
| Жанатан, село   | -           | 221                    | 50                     | -                      | -                      |
| Жолтаптик, село | -           | 386                    | 317                    | 133                    | 87                     |